# گودیر ویلیج (آریزونا)
گودیر ویلیج (به انگلیسی: Goodyear Village) یک منطقهٔ مسکونی در ایالات متحده آمریکا است که در شهرستان پاینال، آریزونا واقع شده‌است. گودیر ویلیج ۸٫۶۹ کیلومتر مربع مساحت و ۶۵٬۲۷۵ نفر جمعیت دارد.